# Maximilian Max
Maximilian Max (Winterberg, Bohèmia, 1769 – ?) fou un religiós, violinista, pianista i compositor que estudià música en l'escola d'infants de cor de la catedral de Passau, i posteriorment cursà humanitats, filosofia, i després teologia a Praga; ingressà a l'orde dels premonstratesos el 1792. Fou un hàbil pianista i compositor, i donà a imprimir sis trios per a dos violins i violoncel.